# Herrick (contea di Bradford)
Herrick  è una township degli Stati Uniti d'America, nella contea di Bradford nello stato della Pennsylvania. Secondo il censimento del 2000 la popolazione è di 676 abitanti.

## Società

### Evoluzione demografica
La composizione etnica vede una maggioranza di quella bianca (98,37%), seguita dagli asiatici (0,59%) dati del 2000.
| township di Herrick Popolazione |     |
| 2000                            | 676 |
| Stima al 2009                   | 641 |